# A bosszú szövetsége
A bosszú szövetsége (eredeti cím: Acts of Violence) 2018-as amerikai akciófilm, melyet Brett Donowho rendezett és Nicolas Aaron Mezzanatto írt. A főszereplők Bruce Willis, Cole Hauser, Shawn Ashmore, Ashton Holmes, Melissa Bolona, Sophia Bush és Mike Epps.
Az Amerikai Egyesült Államokban 2018. január 12-én mutatta be a Lionsgate Premiere. Magyarországon DVD-n jelent meg 2018 februárjában.
A film forgatása 2017 márciusában kezdődött az ohiói Clevelandben.

## Cselekmény
Néhány helyi emberkereskedelemmel foglalkozó férfi elrabol egy menyasszonyt. Roman (Ashton Holmes) és az ex-katona testvérei megpróbálják nyomon követni és megmenteni, mielőtt túl késő lenne. Az akció közepette, Roman összetalálkozik az emberkereskedelmet vizsgáló zsaruval, Avery nyomozóval (Bruce Willis), melynek eredményeképpen a testvértriónak a káros szándékkal küzdő sérült bürokráciával is szembe kell nézni.

## Szereplők
| Szerep               | Színész        | Magyar hang    |
| -------------------- | -------------- | -------------- |
| James Avery nyomozó  | Bruce Willis   | Dörner György  |
| Deklan MacGregor     | Cole Hauser    | Czvetkó Sándor |
| Brandon MacGregor    | Shawn Ashmore  |                |
| Roman MacGregor      | Ashton Holmes  |                |
| Brooke Baker nyomozó | Sophia Bush    |                |
| Max Livington        | Mike Epps      |                |
| Mia                  | Melissa Bolona |                |
| Vince                | Sean Brosnan   |                |
| Stevens              | Boyd Kestner   |                |